# Stefan Nasfeter
Stefan Nasfeter (ur. 1879 w Pułtusku, zm. 1952 w Warszawie) – producent filmowy. 

## Życiorys
Stryj Janusza Nasfetera. Przez wiele lat mieszkał w Wołominie, gdzie działał społecznie i prowadził kino „Oaza”. Właściciel wytwórni filmowej Biuro Filmowe Stefan Nasfeter, która wyprodukowała dwa filmy fabularne.